# Vorstendom Calenberg

Vorstendom Calenberg (rood boven), tak Brunswijk-Wolfenbüttel: vanaf 1442 Gottingen (linkse deel rood onder), 1528 deel van Hoya (links grijs boven), 1584 Calenberg, 1596 Grubenhagen (rechtse deel rood onder, tak Lüneburg 1634)

Het vorstendom Calenberg was een tot de Neder-Saksische Kreits behorend vorstendom binnen het Heilige Roomse Rijk.
Het vorstendom Calenberg maakte deel uit van het in 1235 gevormde hertogdom Brunswijk-Lüneburg. Bij de eerste deling van dit hertogdom in 1252 in de takken Brunswijk en Lüneburg kwam Calenberg aan de tak Lüneburg. 
Na het uitsterven van de tak Lüneburg in 1369 ging het gebied tijdelijk voor de dynastie verloren omdat het via een dochter van de laatste hertog aan hertog Otto van Saksen kwam.
In 1388 veroverde hertog Frederik van Brunswijk de bezittingen van de voormalige tak te Lüneburg, zodat Calenberg weer tot het hertogdom ging behoren. Hertog Frederik werd in 1400 vermoord, waarna zijn broers en hun nakomelingen in 1409 en 1428 de bezittingen deelden in nieuwe hoofdtakken te Brunswijk en Lüneburg. Calenberg kwam bij deze deling bij de tak Brunswijk.

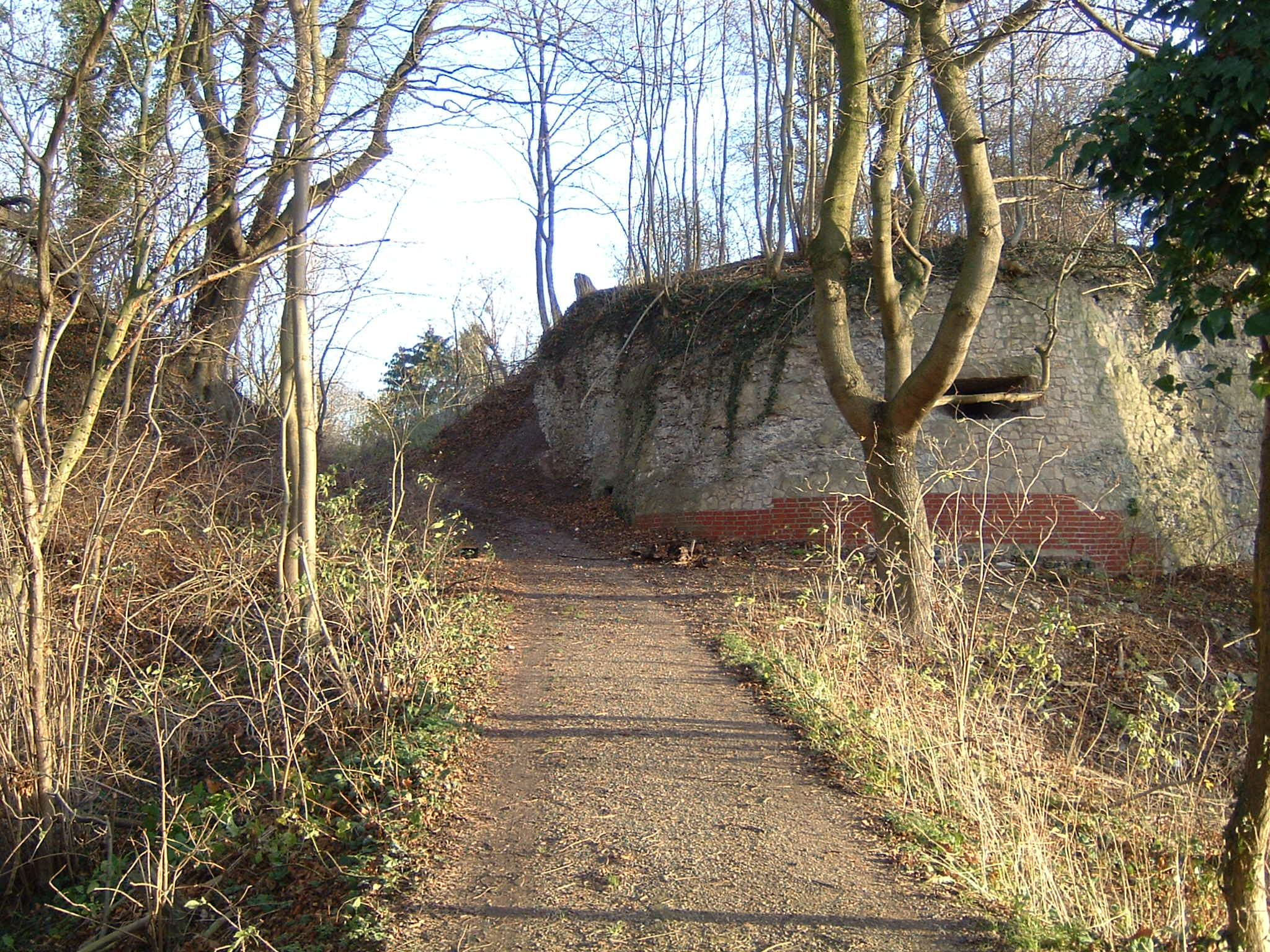
De ruïnes van Kasteel Calenberg

In 1442 werd door de tak Brunswijk-Wolfenbüttel ook het vorstendom Göttingen verworven. Binnen de tak kwam enkele malen een tijdelijke deling voor in ondertakken te Wolfenbüttel en Calenberg. Zo waren er jongere takken te Calenberg van 1482 tot 1495 en van 1495 tot 1584.
Het hertogdom Brunswijk-Wolfenbüttel breidde zich verder uit doordat in 1582 uit het halve graafschap Hoya, in 1584 de vorstendommen Calenberg en Göttingen, in 1593 het graafschap Hohnstein, in 1596 het vorstendom Grubenhagen en in 1599 het graafschap Blankenburg aan het territorium werden toegevoegd. Zie ook het artikel over vorst Erik I van Brunswijk-Calenberg-Göttingen, die Calenberg en Göttingen van 1495 tot 1540 bestuurde.
In 1634 stierf de tak Brunswijk-Wolfenbüttel uit, waarna de vorstendommen Göttingen en Calenberg aan de tak in Lüneburg-Celle kwamen. Deze splitste al in 1636 een nieuwe tak-Calenberg af, maar de residentie werd verlegd van het slot Calenberg naar Hannover.
Bij Brunswijk-Celle diende het vorstendom als een secundogenituur. Als er geen nakomelingen meer in de hoofdtak waren, volgde de hertog van Calenberg en Göttingen die in Celle op en kwamen Calenberg en Göttingen weer aan een jongere broer. Dit gebeurde in 1648 en 1665. Bij de successie in 1665 ontving de sinds 1651 katholieke hertog Johan Frederik ook het vorstendom Grubenhagen en het graafschap Diepholz.
Op 19 december 1692 ontving hertog Ernst August van Brunswijk-Lüneburg de keurvorstelijke waardigheid In 1705 werden de verschillende vorstendommen na de dood van hertog Georg Willem van Brunswijk-Celle blijvend herenigd binnen het keurvorstendom Hannover.

## Bezit
- de steden Altstadt-Hannover, Neustadt-Hannover, Münder, Wunstorf, Pattensen en Eldagsen.
- de stichten Loccum en Wunstorf
- de kloosters Marienrode, Mariensee, Wennigsen, Barsinghausen, Wülfinghausen en Marienwerder.
- de ambten Calenberg, Wittenburg, Coldingen, Langenhagen, Ricklingen, Neustadt am Rübenberge, Rehburg, Welpe en Blumenau
- de adellijke gerechten Linden, Rößnig en Bredenbeck

- de steden Hameln en Bodenwerder
- het sticht Sankt Bonifacii ter Hameln
- de ambten Springe, Lauenstein, Ohsen, Grohnde, Polle, Ärzen, Lauenau, Bokeloh en Lachem
- de adellijke gerechten Limmer, Dehnsen, Banteln, Hastenbek, Ohr en Hämelschenburg

## Regenten
| regering  | naam                | geboren   | overleden  | familie                                  |
| --------- | ------------------- | --------- | ---------- | ---------------------------------------- |
| 1636-1641 | Georg               | 17-2-1582 | 12-4-1641  | zoon van Willem V van Brunswijk-Lüneburg |
| 1641-1648 | Christiaan Lodewijk | 25-2-1622 | 15-3-1665  | zoon                                     |
| 1648-1665 | Georg Willem        | 26-1-1624 | 28-8-1650  | broer                                    |
| 1665-1679 | Johan Frederik      | 25-4-1625 | 28-12-1679 | broer                                    |
| 1679-1698 | Ernst August I      | 20-1-1629 | 23-1-1698  | broer                                    |